# ONISA
 (septembre 2016).
ONISA est un logiciel d'analyse statistique gratuit disponible en ligne.
ONISA signifie ONline Interface for Statistical Analysis et a été entièrement développé à partir du logiciel R. 

## Fonctionnalités l'éditeur d'ONISA
L'application propose de nombreuses fonctionnalités comme le calcul des indicateurs usuels (moyenne, médiane, écart type, corrélations...), la modélisation des données (régression linéaire) et de nombreuses visualisations interactives pouvant être exportées pour la rédaction de rapports. Les créateurs d'ONISA ont souhaité guider l'utilisateur au maximum en lui proposant des tests statistiques adaptés aux données ainsi qu'une lecture simple et précise du résultat du test.

## Services proposés par ONISA
L'éditeur d'ONISA propose également le développement d'applications personnalisées (par rapport au secteur d'activité et au type de données à analyser) pouvant être utilisées directement au sein de l'entreprise. Le fait de posséder un outil totalement destiné à l'analyse de ses données permet d'optimiser et d'accélérer les prises de décisions. De plus, l'éditeur offre un service de suivi par un scientifique des données confirmé qui permet d'ajouter des fonctionnalités aux applications afin d'améliorer la qualité des analyses.